# Tepoca
Tepoca ili Xica Hai Iic Coii /= ‘los que viven hacia el verdadero viento’, ili ‘they who live toward the true wind’/., jedna od glavnih skupina Seri Indijanaca s obale Kalifornijsko zaljeva sjeverno od otoka Tiburon u Sonori u Meksiku. Sastojali su se od 6 bandi i naseljavali sjeverno Seri područje i to sjeverno od Punta Tepope (Punta Tepopa), pa do nešto sjevernije od Puerto Lobosa.
- Zaaj Hacáiila (Zaah Hacáila) “(flechas) lanzadas hacia el paredón”. Najsjevernija banda od Puerto Lobosa, pa nešto sjevernije .
- Pailc Haacöt “casas de madera flotante”. Između Puerto Libertada i Puerto Lobosa
- Xpano Hax “agua dulce en el mar”. Uz obalu Puerto Libertada
- Haasíxp “mezquite blanco”. Obala sjevewrno od ušća Rio San Ignacia.
- Haxöl Ihom “lugar de almejas”. Najjužnija banda uz donji tok Rio San Ignacia i obližnjoj obali
- Xapoo eáh (Xapoyáh) “ sonido de lobo de mar”. Na srednjem o gornjem toku Rio San Ignacia.

## Vanjske poveznice
- Seri Dictionary: People and Kinship Terms  Arhivirana inačica izvorne stranice od 24. prosinca 2010. (Wayback Machine)